# キーウ大学付属人文学リツェウム
キーウ大学付属人文学リツェウム（ウクライナ語: Український гуманітарний ліцей、英語: Ukrainian Humanitarian Lyceum、略称: UHL）は、ウクライナの首都キーウ（キエフ）のペチェルシク地区にある高等教育機関（リツェウム）である。1991年に設立され、タラス・シェフチェンコ記念国立キーウ大学の付属機関として運営されている。入学は競争試験による選抜制で、主な教育分野は言語学、歴史、経済、法律、哲学である。

## 概要
キーウ大学付属人文学リツェウムは、ウクライナのエリート中等教育機関として、優秀な生徒に大学進学を意識した高度な教育を提供する。リツェウムの名称に含まれる「人文学」（Humanities）は、言語、歴史、哲学などの学問を強調し、ウクライナの文化的・知的伝統を反映している。所在地であるキーウは、ウクライナの政治・文化の中心地であり、リツェウムは同市のペチェルシク地区に位置する。なお、「キーウ」はウクライナ語の発音に基づく表記で、日本では「キエフ」とも呼ばれる。

## 歴史
リツェウムは、ウクライナがソビエト連邦から独立した1991年に設立された。以下は主要な歴史的出来事である：
- 1991年：リツェウムの設立。
- 1994年：タラス・シェフチェンコ国立キーウ大学の付属機関として再編。
- 2000年：言語学、歴史、経済、法律に加え、哲学が教育分野に追加。
- 2007年–2013年：ウクライナの外部独立試験（ウクライナ語版）（ЗНО）の結果で全国1位を記録[2][3][4]。

## 教育プログラム
リツェウムは、以下の5つの主要な教育分野を提供している：
- 言語学：ウクライナ語、英語、その他の外国語の高度な学習。
- 歴史：ウクライナ史および世界史の詳細な研究。
- 経済：経済理論と実践の基礎。
- 法律：法学の入門と市民教育。
- 哲学：2000年以降に追加され、倫理学や論理学をカバー。

教育は、タラス・シェフチェンコ国立キーウ大学の教員や専門家による指導を受け、大学進学を意識したカリキュラムが組まれている。

## 著名な卒業生
リツェウムの卒業生には、ウクライナのジャーナリズム、政治、文化、法律分野で活躍する人物が多数含まれる。以下は代表的な卒業生である：
- ジャーナリスト：リディア・タラン、マクシム・ドラボク、ナタリー・フィツィチ、アレックス・アナノフ、テチアナ・クル、アレックス・ベルドニック、ナタリヤ・イフチェンコ（トゥルチャク）、アンナ・ベレゼツカ、ボフダン・ナサル、ナタリヤ・ネディルコ、マクシム・ブトケヴィッチ。
- 政治家・外交官：ユーリー・パヴレンコ（ウクライナ語版）（元閣僚）、アレクサンドル・クラフチェンコ、レシア・オロベツ（ウクライナ語版）（元国会議員）。
- 文化人：カーチャ・チリー（ウクライナ語版）（歌手）、フィリップ・イリエンコ（映画監督・俳優）、ナタリー・コノンチュク（脚本家）。
- 法曹：オルガ・ドミトレンコ（欧州人権裁判所の弁護士）。

## その他
2005年、アンドルシェフカ天文観測所で発見された小惑星「318794 Ugliya」は、リツェウムにちなんで命名された。この小惑星は、リツェウムの学術的貢献を記念し、2013年に公式に命名された。